# Helmuth Renar
Helmuth Renar (* 2. September 1892 in München; † 22. Juli 1967 ebenda) war ein deutscher Schauspieler bei Bühne und Film und ein Theaterregisseur.

## Leben und Wirken
Nach dem Besuch der Volksschule und des Gymnasiums gehörte Renar von 1905 bis 1910 dem Bayerischen Kadettenkorps an. Anschließend ging er 1910/1911 zur Kriegsschule. Die folgenden Jahre bis zum Ende des Ersten Weltkriegs machte Renar beim Militär Karriere, musste sich aber, angesichts der neuen Bedingungen nach 1918, für einen Berufswechsel entscheiden. So nahm er 1919 bei Carl Graumann in München Schauspielunterricht und gab noch im selben Jahr (am 31. August) sein Theaterdebüt. Seine erste Rolle war ein schwedischer Soldat in einer Aufführung von Schillers “Wallenstein” am Theater in Freiburg im Breisgau. Ebenfalls 1919 kam er als Volontär ans Bayerische Staatsschauspiel und wurde die kommenden fünf Jahre mit Chargenrollen aller Arten betraut. 1924 wechselte Renar ins Charakterfach und wurde ab 1932 als Bonvivant eingesetzt.
Zu dieser Zeit hatte Helmuth Renar bereits erste Erfahrungen als Filmschauspieler gesammelt: Seine bedeutendste Rolle war der französische Staatsmann Talleyrand in Karl Grunes Waterloo-Film. Auch in späteren Jahren setzte man Renar zumeist als hochgestellte Persönlichkeit ein: Mal war er ein Staatsanwalt, dann ein Graf, schließlich ein Geheimrat und zuletzt ein Lord. Dennoch besaß der Film nur untergeordnete Bedeutung im künstlerischen Wirken des Münchners, der sich überwiegend dem Theater widmete.
Nach der Rückkehr aus dem Zweiten Weltkrieg, in dem er die gesamte Zeit (1939 bis 1945) als Offizier diente, kehrte Renar an das Bayerische Staatstheater zurück. Er spielte gleich nach 1945 unter anderem Nathan der Weise im gleichnamigen Lessing-Drama (1946), den Theseus in Phädra und den Beckett in Mord im Dom (beides 1947). Hin und wieder hat Helmuth Renar auch Stücke inszeniert: so Wiecherts Der verlorene Sohn (1935), Rehbergs Der Siebenjährige Krieg (1939) und Giraudouxs Undine (1948). Darüber hinaus beteiligte er sich an Schulfunkprogrammen und nahm an literarischen Sendungen teil.

## Filmografie
- 1929: Waterloo
- 1932: Kreuzer Emden
- 1933: Roman einer Nacht
- 1933: Die weiße Majestät
- 1934: Achtung! Wer kennt diese Frau?
- 1948: Das verlorene Gesicht
- 1955: Admiral Bobby (Fernsehfilm)

## Ehrungen
- Aus Anlass des 50. Geburtstages von Adolf Hitler wurde ihm am 20. April 1939 der Titel „Staatsschauspieler“ verliehen.[1]